# Brondesbury (Londres)
 (février 2025).
Si vous disposez d'ouvrages ou d'articles de référence ou si vous connaissez des sites web de qualité traitant du thème abordé ici, merci de compléter l'article en donnant les références utiles à sa vérifiabilité et en les liant à la section « Notes et références ».
Brondesbury est une zone du quartier de Kilburn, à cheval sur les districts de Camden et de Brent, dans la ville de Londres.
Le quartier est desservi par les stations de métro suivantes : Kilburn, West Hampstead, Queen's Park.